# NGC 633
NGC 633 è una vasta galassia a spirale barrata situata nella costellazione dello Scultore, a una distanza di circa 239 milioni di anni luce dalla nostra Via Lattea.

## Scoperta
La galassia è stata scoperta il 1 settembre 1834 dall'astronomo britannico John Herschel.

## Descrizione
NGC 633 ha una classe di luminosità II e presenta una larga riga a 21 cm dell'idrogeno neutro. Nella galassia sono presenti anche regioni di idrogeno ionizzato.
A sud di NGC 633 è visibile la più piccola galassia denominata PGC 5959 o ESO 297-012. La distanza di ESO 297-012 dalla nostra Via Lattea è di 240 milioni di anni luce, cioè praticamente identica a quella di NGC 633, il che fa ritenere che si tratti di due galassie interagenti. In effetti un'immagine a contrasto aumentato mostra la presenza di un ponte di materia tra le due galassie.